# Phyllobius alpinus
Phyllobius (Phyllobius) alpinus – gatunek chrząszcza z rodziny ryjkowcowatych i podrodziny Entiminae.
Gatunek ten został opisany po raz pierwszy w 1859 roku przez Gustava Stierlina.
Chrząszcz o ciele długości od 5,3 do 6,9 mm, smuklejszym niż u P. thalassinus, z wierzchu, włącznie z tarczką, pokrytym zielonymi łuskami, z których te na pokrywach są okrągławe i rozmieszczone tak równomiernie, że nie stykają się ze sobą. Czułki mają nasadę trzonka i funikulus jasne, natomiast krótką buławkę ciemną. Ryjek ma zewnętrzne krawędzie dużych dołków na czułki rozszerzone w duże, półkuliste, odstające na boki pterygia. Między górną powierzchnią ryjka a czołem brak jest poprzecznej bruzdy. Pokrywy są ponad dwukrotnie dłuższe niż w barkach szerokie i pozbawione są długich włosów. Odnóża mają barwę czarną, zazwyczaj z rozjaśnionymi goleniami i stopami. Stopy mają zrośnięte pazurki, a uda wyraźne zęby.
Owad ten zasiedla piętra regla dolnego, górnego i połonin w wyższych częściach gór. Imagines prowadzą aktywność dzienną. Są polifagicznymi foliofagami. Żerują na liściach olszy zielonej, jarzębiny, maliny właściwej, jeżyny gruczołowatej i róż.
Gatunek europejski, znany z Pirenejów, Alp, Sudetów i Karpat. Stwierdzony został w Hiszpanii, Francji, Włoszech, Austrii, Szwajcarii, Polsce, Czechach, Słowacji, Ukrainie, Rumunii i Bułgarii. W Polsce współczesne stanowiska ograniczają się niewielkiej części Bieszczadów, natomiast pojedyncze rekordy historyczne pochodzą z Masywu Śnieżnika i Tatr.
W 2005 umieszczony został na „Czerwonej liście gatunków zagrożonych Republiki Czeskiej” jako zagrożony gatunek, o którym nie ma wystarczającej ilości danych (DD, Data Deficient).